# Jamal Murray
Jamal Murray (Kitchener, Ontario, 23 de febrero de 1997) es un jugador de baloncesto canadiense que pertenece a la plantilla de los Denver Nuggets de la NBA. Con 1,93 metros de altura juega en la posición de base o escolta.

## Trayectoria deportiva

### Instituto
Se formó en el Grand River Collegiate Institute de su ciudad natal, Kitchener, Ontario, antes de ser traspasado al Orangeville Preparatory High School, situado en Orangeville, Ontario, donde su padre era entrenador asistente. Allí coincidió con Thon Maker formando los dos un gran dúo que permitió al Orangeville Preparatory High School derrotar a muchos high school estadounidenses.
Debió de graduarse en el 2016, pero adelantó un año su graduación y lo hizo en el 2015. Como miembro de la clase del 2016, fue seleccionado en el Top-15 de mejores prospectos por casi todas las páginas de reclutamiento, además de darle cinco estrellas. En 2015 fue seleccionado como el prospecto n.º10 por 247Sports y el prospecto n.º12 por Scout.com. Antes de adelantar su graduación, fue seleccionado en como el prospecto n.º15 de la clase del 2016 por Rivals.com.
En 2015, disputó el Nike Hoop Summit y el BioSteel All-Canadian Basketball Game, que reúne a los mejores jugadores de high school de Canadá. En ambos fue nombrado MVP, siendo el máximo anotador del partido en el Nike Hoop Summit con 30 puntos y anotar 29 puntos, coger 8 rebotes y dar 10 asistencias en el BioSteel All-Canadian Basketball Game. Además, jugó el Amateur Athletic Union (AUU) para CIA Bounce.
En 2014 asistió a la LeBron James Skills Academy y en 2015 a la Basketball Without Borders. También disputó en 2014 el Nike Hoop Summit (10 puntos (2-5 de 2, y 2-3 de 3), 5 rebotes, 5 asistencias y 2 robos en 32,3 min).
Fue nombrado MVP del Jordan Classic International de 2013 (24 puntos (4-8 de 2, 3-8 de 3 y 7-7 de TL), 7 rebotes y 1 asistencia y 2 robos en 32 min). Ese mismo año disputó también el Nike Global Challenge (4 partidos con un promedio de 10,5 puntos (56,5 % en tiros de 2 y 46,7 % en triples), 3,8 rebotes, 1,8 asistencias y 1 robo en 25 min de media).

### Universidad

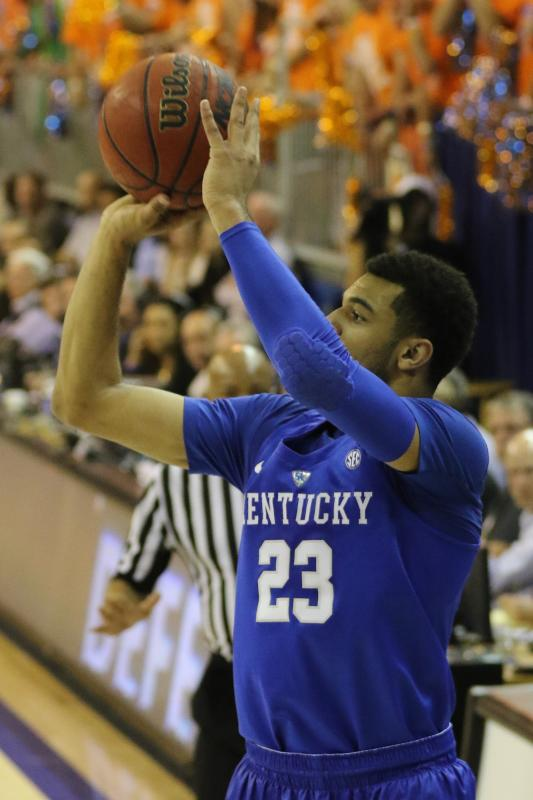
Murray con Kentucky en 2016.

Tras graduarse en 2015, asistió a la Universidad de Kentucky, situada en Lexington, Kentucky, donde tan solo cumplió su año freshman (2015-2016) antes de presentarse al Draft de la NBA de 2016. Fue entrenado por el gran John Calipari.
En su primera y única temporada, su año freshman (2015-2016), disputó 36 partidos (todos como titular) con los Kentucky Wildcats con un promedio de 20 puntos (50,2 % en tiros de 2, 40,8 % en triples y 78,3 % en tiros libres), 5,2 rebotes, 2,2 asistencias y 1 robo en 35,2 min de media.
Hizo una de las mejores temporadas de la historia de los Wildcats. Fue elegido en el tercer mejor quinteto All-American por Associated Press (junto con Grayson Allen, Kay Felder, Yogi Ferrell y Jarrod Uthoff), en el segundo mejor quinteto All-American por USA Today y Scout.com y en el tercer mejor quinteto All-American por CBS, además de ser nombrado freshman All-American por Sporting News y United States Basketball Writers Association. También fue seleccionado en el mejor quinteto de la Southeastern Conference, en el mejor quinteto del torneo de la Southeastern Conference y en el mejor quinteto de freshman de la Southeastern Conference.
Quedó finalista del Premio USBWA al Freshman Nacional del Año y fue elegido en el mejor quinteto del Distrito 21 por la Asociación Nacional de Entrenadores de Baloncesto. Fue 4 veces nombrado freshman de la semana de la Southeastern Conference y 1 vez nombrado jugador de la semana de la Southeastern Conference. A mitad de temporada, entró en el Top-25 de jugadores para ganar el Premio John R. Wooden y en el Top-35 para ganar el Naismith College Player of the Year.
Promedió 3,1 triples por partido (113 triples en total). Sus 20 puntos por partido es el mejor promedio de un freshman en la historia de la universidad y el máximo desde que está entrenando John Calipari a los Wildcats. Es la máxima anotación de un jugador entrenado por John Calipari desde los 21,2 puntos por partido de Dajuan Wagner en los Memphis Tigers (temporada 2011-2002). Tuvo 12 partidos consecutivos anotando 20 o más puntos (2ª mayor racha de la historia de la universidad). Se convirtió en el primer freshman de la historia de la universidad en meter 30 o más puntos en 3 partidos, incluyendo 35 puntos contra los Florida Gators (igualó el récord de máxima anotación en un partido de un freshman de Terrence Jones). Primer jugador de la era Calipari en terminar la temporada con 700 o más puntos, solo Cotty Nash que metió 700 puntos en 30 partidos en la temporada 1961-1962, lo hizo más rápido. 
Sus 113 triples en una temporada son la segunda mejor marca de la historia de la universidad, solo superada por los 117 triples de Jodie Meeks. Fue el 2º máximo anotador freshman de toda la División I de la NCAA. Sus 113 triples es la mejor marca de un freshman en la historia de la Southeastern Conference y la 2ª mejor marca de un freshman en la historia de la División I de la NCAA, solo superada por Stephen Curry en la temporada 2006-2007. Marcó al menos 1 triple en los 36 partidos que jugó; único jugador de la historia de los Wildcats en conseguirlo. Sus 36 partidos consecutivos marcando al menos 1 triple, rompieron el récord de 34 partidos que tenía Tony Delk (Delk en 2 temporadas). 
Murray rompió más récord de freshman de la historia de la universidad: Más partidos con 20 o más puntos (18), mayor n.º de puntos en una temporada (720). Anotó 10 o más puntos en 35 (34 consecutivos) de los 36 partidos, incluyendo 31 partidos con 15 o más puntos. Sus 34 partidos consecutivos anotando 10 o más puntos es la 2ª mejor marca de la historia de la universidad, solo superada por los 36 partidos consecutivos de Kenny Walker en la temporada 1985-1986. Se convirtió en el 2ª jugador de la historia de los Wildcats, después de Jodie Meeks en la temporada 2008-2009, en anotar como freshman al menos 18 puntos en cada uno de los 7 primeros partidos de la Southeastern Conference. Promedió 26,4 puntos en febrero de 2016, la 2ª mayor anotación en un mes desde los 28 puntos que promedió Jodie Meeks en enero de 2009. De acuerdo con ESPN, fue el máximo anotador de la nación con 25,8 puntos por partido desde el 1 de febrero de 2016 hasta el 3 de marzo de 2016. 
Sus 8 triples contra los Florida Gators, igualaron la mejor marca de un jugador de la era Calipari (Eric Bledsoe, el 18 de marzo de 2010 contra los East Tennessee State Buccaneers). Es uno de los dos únicos jugadores en la era Calipari (el otro es Kyle Wiltjer), en meter 7 o más triples en 2 partidos seguidos. Su 80 % en triples contra los Florida Gators, es el mejor % en un partido de la historia de la universidad con un mínimo de 10 intentos. Es el primer freshman de la historia de la universidad en marcar al menos 5 triples en 2 partidos seguidos (Florida Gators y Georgia Bulldogs). Posee el récord de más partidos (20) metiendo 3 o más triples de la era Calipari. Anotó 27 puntos en la 2ª parte contra los Ohio State Buckeyes (mayor anotación de un Wildcat en un parte de la era Calipari). Sus 21 puntos contra los Vanderbilt Commodores en la 1ª parte, es la mayor anotación en una 1ª parte de un Wildcat de la era Calipari. 
Metió 30 puntos contra los Florida Gators (35), los Ohio State Buckeyes (33) y los Vanderbilt Commodores (33). Durante sus 12 partidos seguidos anotando 20 o más puntos, promedió 25,3 puntos. Robó 4 balones (máxima de su carrera universitaria) en la victoria contra los Duke Blue Devils, a los que añadió 16 puntos y 5 rebotes. Anotó 19 puntos y dio 8 asistencias (máxima de su carrera universitaria) en su debut con la universidad contra los Albany Great Danes. Fue el máximo anotador del equipo en 17 ocasiones. Marcó 67 triples en los partidos de la Southeastern Conference, siendo la mejor marca de la conferencia. Promedió 22,4 partidos de la Southeastern Conference, el 2º mayor promedio de la conferencia.
Finalizó la temporada en la Southeastern Conference con el 3º mejor % de triples, el 9º mejor % de tiros de campo (45,4 %), el 11º mejor % de tiros libres y el 19 mejor % de tiros de 2 y fue el 3º máximo anotador, el 1º en triples anotados y en tiros de campo anotados (244), el 2º en puntos totales, en min por partido y en min jugados totales (1,267), el 6º en partidos jugados, el 14º en tiros de 2 anotados (131), el 16º en tiros libres anotados (119), el 17º en rebotes defensivos totales (133) y el 19º en rebotes totales (186).

#### Estadísticas
| Año     | Equipo   | PJ | PT | MPP  | %TC  | %3P  | %TL  | RPP | APP | ROB | TPP | PPP  |
| ------- | -------- | -- | -- | ---- | ---- | ---- | ---- | --- | --- | --- | --- | ---- |
| 2015–16 | Kentucky | 36 | 36 | 35.2 | .454 | .408 | .783 | 5.2 | 2.2 | 1.0 | .3  | 20.0 |

### Profesional
2016-17
El 24 de junio de 2016, fue seleccionado en primera ronda, puesto número 7 del draft de la NBA por los Denver Nuggets. El 1 de diciembre fue elegido Rookie del Mes de la Conferencia Oeste por los partidos disputados en octubre y noviembre. Y al término de la temporada fue incluido en el segundo mejor quinteto de rookies de la NBA.
2017-18
En su segundo año, ya como titular indiscutible, el 11 de noviembre de 2017, anotó 31 puntos ante Orlando Magic. Y el 22 de enero de 2018, su tope hasta la fecha con 38 puntos ante Portland Trail Blazers.
2018-19
En su tercera temporada, el 5 de noviembre de 2018, Murray registró su máximo anotador con 48 puntos ante Boston Celtics. También, el 18 de diciembre, anotó 22 puntos y repartió su récord personal de asistencias con 15 ante Dallas Mavericks. En sus primeros playoffs, anotó 34 puntos en el tercer partido de semifinales de conferencia ante los Blazers y otros 34 en el cuarto partido. Al final, los Nuggets, acabarían perdiendo la serie (3-4).
2019-20
En verano de 2019, el primer día de agencia libre, Murray firmó una extensión de contrato con los Nuggets por 5 años y $170 millones. Después de perderse diez partidos por un esguince de tobillo sufrido contra Charlotte el 15 de enero, Murray volvió para tener una de las mejores rachas de su carrera, promediando 31,3 puntos por partido en un tramo de cuatro encuentros en marzo. Ya en los playoffs de 2020, disputados en la burbuja de Orlando, en el cuarto partido de primera ronda ante Utah Jazz, consiguió anotar 50 puntos, donde Donovan Mitchell anotó 51, siendo la primera vez en la historia que dos oponentes anotan 50 puntos en un partido. En el quinto encuentro, con un 1-3 en la eliminatoria a favor de los Jazz, alcanzó los 42 puntos, forzando así el sexto partido, donde Murray volvió a anotar 50 puntos y llevar la eliminatoria al séptimo partido. El 15 de septiembre de 2020, en el séptimo partido ante Los Angeles Clippers, Murray anotó 40 puntos y llevó al equipo a Finales de Conferencia, por primera vez desde 2009. Con esta victoria los Nuggets se convertían en el primer equipo en la historia de la NBA, en superar dos resultados adversos de 1-3 en eliminatorias. A pesar de ello no consiguieron ganar las finales de conferencia, perdiendo ante los, más tarde campeones, Los Angeles Lakers. Murray finalizó los playoffs con 26,5 puntos por partido con un acierto superior al 50% en tiros de campo.
2020-21
Durante su quinta temporada en Denver, el 19 de febrero de 2021, Murray anotó 50 puntos en la victoria ante Cleveland Cavaliers. Donde se convirtió en el primer jugador en la historia de la NBA en anotar 50 puntos sin lanzar un tiro libre. El 13 de abril, se confirma la lesión producida la noche anterior ante Golden State Warriors, en la que Jamal sufría una rotura de los ligamentos cruzados anteriores de la rodilla izquierda, por lo que sería baja para el resto de la temporada. En los 48 encuentros que pudo disputar, tuvo el mejor promedio anotador de su carrera con 21,2 puntos por partido.
2021-22
De cara a su recuperación para la 2021-22, el 16 de marzo de 2022, fue asignado a los Grand Rapids Gold, el filial de la NBA G League, para disputar algunos encuentros de preparación previos a su retorno a la NBA. Pero no se recuperó a tiempo y no jugó en toda la temporada.
2022-23
Regresó a las pistas en el primer encuentro de la temporada 2022-23, el 19 de octubre de 2022, anotando 12 puntos ante Utah Jazz. El 4 de febrero de 2023 anota 41 puntos ante Atlanta Hawks. Ya en postemporada, el 19 de abril en primera ronda de playoffs ante Minnesota Timberwolves, anota 40 puntos. El 7 de junio, en el tercer encuentro de las Finales de la NBA ante Miami Heat, consigue un triple-doble de 34 puntos, 10 rebotes y 10 asistencias.
El 12 de junio de 2023 se proclama campeón de la NBA por primera vez en su carrera tras vencer a Miami Heat en la final de la NBA.
2023-24
El 22 de abril de 2024 en el segundo encuentro de primera ronda de playoffs ante Los Angeles Lakers, anota la canasta ganadora sobre la bocina.
2024-25
En septiembre de 2024 firma una extensión de contrato con los Nuggets por $208 millones en cuatro años. El 14 de enero de 2025 anota 45 puntos, 32 de ellos en la primera parte, ante Dallas Mavericks. El 12 de febrero consigue la mejor marca anotadora de su carrera con 55 puntos ante Portland Trail Blazers. Ya en postemporada, el 29 de abril en el quinto encuentro de primera ronda ante Los Angeles Clippers anotó 43 puntos.

### Selección nacional
Internacional desde las categorías inferiores de la selección canadiense, disputó el FIBA Américas Sub-16 de 2013, celebrado en Maldonado, Uruguay, donde Canadá ganó la medalla de bronce y luego el Mundial Sub-17 de 2014, celebrado en Dubái, Emiratos Árabes Unidos, donde quedó en 6.ª posición.
En el FIBA Américas Sub-16 de 2013 jugó 5 partidos con un promedio de 17,4 puntos (41,4% en triples y 78,9% en tiros libres), 5,6 rebotes, 2,6 asistencias y 2,4 robos en 32 min de media. Fue el máximo anotador y asistente de su selección, además del 3.º máximo reboteador. Finalizó el FIBA Américas Sub-16 con el mejor % de tiros libres, el 5º mejor % de triples y el 8.º mejor % de tiros de campo (45,5 %) y de tiros de 2 (48,6 %) y fue el 3.º máximo anotador y el 3.º en puntos totales (87), el 4.º en robos y el 7.º en min por partido.
En el Mundial Sub-17 de 2014 jugó 7 partidos con un promedio de 16,4 puntos (53,7 % en tiros de 2 y 81,8 % en tiros libres), 4,6 rebotes, 2,9 asistencias y 1,1 robos en 27,1 min de media. Fue el máximo anotador y asistente de su selección, además del 3.º máximo reboteador. Finalizó el Mundial Sub-17 con el 6.º mejor % de tiros libres y el 9.º mejor % de tiros de 2 y fue el 7.º máximo anotador y el 7.º en puntos totales (115) y el 8.º máximo asistente.
Debutó con la selección absoluta de Canadá en los Juegos Panamericanos de 2015, celebrados en Toronto, Canadá, donde la selección canadiense ganó la medalla de plata tras perder en la final por 86-71 contra Brasil. Jugó 5 partidos con un promedio de 16 puntos (50% en tiros de 2, 40% en triples y 86,7% en tiros libres), 3,2 rebotes y 2,4 asistencias en 25,2 minutos de media. Fue el 2.º máximo anotador y asistente de su selección, además del 4.º máximo reboteador. Finalizó los estos Juegos Panamericanos con el 6.º mejor % de tiros libres y fue el 7.º máximo anotador y el 5.º en puntos totales (80).
Entre julio y agosto de 2024 fue parte de la selección absoluta de Canadá, que disputó los Juegos Olímpicos de París, finalizando en quinta posición.

## Estadísticas de su carrera en la NBA
|  | Denota temporadas en las que fue Campeón de la NBA |

### Temporada regular
| Año     | Equipo | PJ  | PT  | MPP  | %TC  | %3P  | %TL  | RPP | APP | ROB | TPP | PPP  |
| ------- | ------ | --- | --- | ---- | ---- | ---- | ---- | --- | --- | --- | --- | ---- |
| 2016-17 | Denver | 82  | 10  | 21.5 | .404 | .334 | .883 | 2.6 | 2.1 | .6  | .3  | 9.9  |
| 2017-18 | Denver | 81  | 80  | 31.7 | .451 | .378 | .905 | 3.7 | 3.4 | 1.0 | .3  | 16.7 |
| 2018-19 | Denver | 75  | 74  | 32.6 | .437 | .367 | .848 | 4.2 | 4.8 | .9  | .4  | 18.2 |
| 2019-20 | Denver | 59  | 59  | 32.3 | .456 | .346 | .881 | 4.0 | 4.8 | 1.1 | .3  | 18.5 |
| 2020-21 | Denver | 48  | 48  | 35.5 | .477 | .408 | .869 | 4.0 | 4.8 | 1.3 | .3  | 21.2 |
| 2022-23 | Denver | 65  | 65  | 32.8 | .453 | .398 | .832 | 4.0 | 6.2 | 1.0 | .2  | 20.0 |
| 2023-24 | Denver | 59  | 59  | 31.5 | .481 | .425 | .853 | 4.1 | 6.5 | 1.0 | .7  | 21.2 |
| 2024-25 | Denver | 67  | 67  | 36.1 | .474 | .393 | .886 | 3.9 | 6.0 | 1.4 | .5  | 21.4 |
| Total   | Total  | 536 | 461 | 31.3 | .455 | .381 | .870 | 3.8 | 4.7 | 1.0 | .4  | 18.0 |

### Playoffs
| Año   | Equipo | PJ | PT | MPP  | %TC  | %3P  | %TL  | RPP | APP | ROB | TPP | PPP  |
| ----- | ------ | -- | -- | ---- | ---- | ---- | ---- | --- | --- | --- | --- | ---- |
| 2019  | Denver | 14 | 14 | 36.3 | .425 | .337 | .903 | 4.4 | 4.7 | 1.0 | .1  | 21.3 |
| 2020  | Denver | 19 | 19 | 39.6 | .505 | .453 | .897 | 4.8 | 6.6 | .9  | .3  | 26.5 |
| 2023  | Denver | 20 | 20 | 39.9 | .473 | .396 | .926 | 5.7 | 7.1 | 1.5 | .3  | 26.1 |
| 2024  | Denver | 12 | 12 | 38.5 | .402 | .315 | .923 | 4.3 | 5.6 | .8  | .5  | 20.6 |
| 2025  | Denver | 14 | 14 | 41.3 | .444 | .354 | .875 | 4.9 | 5.2 | 1.2 | .8  | 21.8 |
| Total | Total  | 79 | 79 | 39.2 | .457 | .383 | .904 | 4.9 | 6.0 | 1.1 | .4  | 23.7 |